# Égale considération des intérêts
 (août 2013).
Si vous disposez d'ouvrages ou d'articles de référence ou si vous connaissez des sites web de qualité traitant du thème abordé ici, merci de compléter l'article en donnant les références utiles à sa vérifiabilité et en les liant à la section « Notes et références ».
L'égale considération des intérêts est le nom d'un principe moral pour lequel l'être humain doit prendre en compte, à égalité, tous les intérêts des êtres affectés par notre action. Il doit peser les intérêts des uns et des autres sur la même balance, pour reprendre la métaphore de Peter Singer.
Ce principe s'oppose aux théories qui excluent les intérêts de certaines parties dans le calcul moral, ou mesurent différemment certains intérêts d'autres. La maxime du début du XIXe siècle de Jeremy Bentham : « Chacun compte pour un, et aucun ne compte pour plus qu'un » peut être considérée comme la formulation du principe d'égale considération des intérêts, et d'une manière générale, comme la base de l'utilitarisme. Ce principe est aussi représentatif du point de vue de Peter Singer, philosophe utilitariste qui utilise explicitement ce principe comme base de sa théorie éthique.
Tous les individus ayant des intérêts, qu'ils soient simples (ne pas souffrir, ne pas mourir), ou complexes, sont concernés par le principe. Ainsi, le principe d'égale considération des intérêts ne s'oppose pas seulement au racisme et au sexisme, mais aussi au spécisme et à certaines formes de nationalisme.

## Arguments en faveur de l'égale considération des intérêts
Singer soutient que les intérêts des animaux doivent être considérés de façon égale à celle d'un humain, dans les cas où les deux groupes partagent une caractéristique, comme le ressenti de la souffrance. En revanche, dans les cas où deux groupes n'auraient pas les mêmes caractéristiques, ils ne seraient pas toujours utile de leur accorder les mêmes droits.
Par exemple, il est logique d'accorder le droit de vote aux hommes comme aux femmes, car les hommes et les femmes ont le même intérêt à pouvoir voter. Mais il serait inutile d'accorder le droit de vote à des poules, car les poules ne souhaitent pas voter, et en seraient intellectuellement incapables.
En revanche, la Déclaration universelle des Droits de l'Homme, dispose que « Tout individu a droit à la vie, à la liberté et à la sûreté de sa personne ». C'est un droit dont tous les hommes et toutes les femmes ont intérêt à disposer, mais dont les poules, et tous les animaux sensibles auraient intérêt à disposer aussi. En conséquence de quoi, selon le principe de l'égale considération des intérêts, tous les animaux sensibles, humains comme non-humains, devraient bénéficier du droit à la vie, à la liberté, et à la sûreté.
Jeremy Bentham disait : « Les Français ont déjà découvert que la noirceur de la peau n'est nullement une raison pour laquelle un être humain devrait être abandonné sans recours au caprice d'un bourreau (voir le code noir de Louis XIV). Il est possible qu'on reconnaisse un jour que le nombre de jambes, la pilosité de la peau, ou la terminaison de l'os sacrum, sont des raisons tout aussi insuffisantes d'abandonner un être sensible au même destin. Quel autre critère devrait tracer la ligne infranchissable ? Est-ce la faculté de raisonner, ou peut-être la faculté de discourir ? Mais un cheval ou un chien adulte est, au-delà de toute comparaison, un animal plus raisonnable, mais aussi plus susceptible de relations sociales qu'un nourrisson d'un jour ou d'une semaine, ou même d'un mois. Mais supposons que la situation ait été différente, qu'en résulterait-il ? La question n'est pas « peuvent-ils raisonner ? », ni « peuvent-ils parler ? », mais « peuvent-ils souffrir ? » »
Ce faisant, il souligne que le critère pertinent pour l'octroi du droit à la vie et à la sureté, est la capacité à souffrir, et non pas la capacité à raisonner, ou à parler. Il suffit de souffrir pour avoir besoin d'être protégé contre les souffrances. Peter Singer explicite cette idée dans L'égalité animale expliquée aux humains :

« La capacité à souffrir ou à éprouver du plaisir est une condition nécessaire pour avoir un intérêt quel qu'il soit au départ, elle est une condition qui doit être remplie faute de quoi cela n'a aucun sens de parler d'intérêts. Cela n'a aucun sens de dire qu'il est contraire aux intérêts d'une pierre de recevoir le coup de pied d'un enfant. Une pierre n'a pas d'intérêts, parce qu'elle ne peut pas souffrir. Rien de ce que nous pouvons faire ne peut avoir de conséquence pour son bien-être. Une souris, au contraire, a un intérêt à ne pas être tourmentée, parce que si on la tourmente, elle souffrira. »

Pour déterminer la conduite la plus morale, il faut selon Singer prendre en considération « combien » l'un profite d'une situation, contre « combien » l'autre en souffre : « L'essence du principe d'égale considération des intérêts est de donner le même poids dans nos réflexions morales aux intérêts de tous ceux qui sont affectés par nos actions. Cela signifie que si seuls X et Y sont affectés par une action, et que X risque de perdre plus que Y n'a à y gagner, alors il est préférable de ne pas accomplir l'action. ». Dans le cas de la consommation de chair animale, qui n'est pas indispensable pour être en bonne santé, le bénéfice de l'humain se compte seulement en plaisir gustatif temporaire, tandis que le coût pour l'animal est immense.

## Étymologie
L'expression « égale considération des intérêts » est apparue pour la première fois dans Questions d'éthique pratique (Practical Ethics), ouvrage de Peter Singer paru en 1979. L'idée est que les droits d'une personne n'ont pas d'importance d'un point de vue philosophique, et qu'il est beaucoup plus pertinent de prendre en compte les intérêts des individus.

## Critiques
La professeur de philosophie Bonnie Steinbock (en) et le professeur de droit William Baxter (en) rejettent le concept de donner une égale considération aux intérêts. Ils ne contestent pas le terme « égale considération des intérêts », mais soutiennent que les droits donnés aux individus sont non seulement toujours arbitraires, mais devraient être arbitraires.[réf. nécessaire]